# Dangriga (constituency)
Dangriga är en constituency i Belize.   Den ligger i distriktet Stann Creek, i den sydöstra delen av landet, 60 km sydost om huvudstaden Belmopan.
Följande samhällen finns i Dangriga:
- Dangriga